# Malcolmia orsiniana
Malcolmia orsiniana är en korsblommig växtart som först beskrevs av Michele Tenore, och fick sitt nu gällande namn av Michele Tenore. Malcolmia orsiniana ingår i släktet strandlövkojor, och familjen korsblommiga växter.

## Underarter
Arten delas in i följande underarter:
- M. o. angulifolia
- M. o. orsiniana